# Valparaíso de Goiás
Valparaíso de Goiás là một đô thị thuộc bang Goiás, Brasil. Đô thị này có diện tích 60,111 km², dân số năm 2007 là 145675 người, mật độ 2061,5 người/km².